# 渔沟镇 (灵璧县)
渔沟镇，是中华人民共和国安徽省宿州市灵璧县下辖的一个乡镇级行政单位。

## 行政区划
渔沟镇下辖以下地区：
渔沟村、磬云村、杏山村、梁集村、跃楼村、申寨村、刘塘村、白马村、候湖村、固子村、张寨村、郑楼村、卓庄村、中菜村、马集村、钓台村、申场村、纸房村和卞庄村。